# Supercoppa italiana 2006
La Supercoppa italiana 2006, denominata Supercoppa TIM per ragioni di sponsorizzazione, è stata la 19ª edizione della competizione disputata il 26 agosto 2006 allo stadio Giuseppe Meazza di Milano. La sfida è stata disputata tra l'Inter, vincitrice della Serie A 2005-2006 e detentrice della Coppa Italia 2005-2006, e la Roma, finalista di quest'ultima.
L'Inter, in via teorica già ammessa alla competizione grazie alla suddetta vittoria in coppa nazionale, partecipò in veste di campione d'Italia dopo l'assegnazione giudiziaria del titolo a seguito dei fatti di Calciopoli; la presenza dei giallorossi fu dovuta alla finale di Coppa Italia da questi raggiunta.
A conquistare il trofeo fu la compagine milanese, prevalsa col risultato di 4-3 nei tempi supplementari.

## Partecipanti
| Squadre | Qualificazione                                                   | Partecipazioni precedenti (il grassetto indica la vittoria) |
| ------- | ---------------------------------------------------------------- | ----------------------------------------------------------- |
| Inter   | Vincitore della Serie A 2005-2006 e della Coppa Italia 2005-2006 | 3 (1989, 2000, 2005)                                        |
| Roma    | Finalista perdente della Coppa Italia 2005-2006                  | 2 (1991, 2001)                                              |

## La partita
Alla presenza di 45 528 spettatori, l'Inter scese in campo per la prima volta con il tricolore sulle maglie.
Un predominio giallorosso in avvio di gara si concretizzò nella rete di Mancini al 13', complice il malinteso tra Toldo e Javier Zanetti sul traversone di Chivu; l'estremo difensore nerazzurro sventò il possibile raddoppio di Aquilani, andato poi a segno al 25' anticipando Materazzi dopo uno scambio con Totti. Lo stesso Aquilani fu autore del 3-0 al 34', finalizzando una manovra in velocità avviata da Taddei e favorita dalla finta di Perrotta: apparsa in difficoltà per gran parte della prima frazione di gioco, l'Inter accorciò le distanze al 44' con un colpo di testa di Vieira su punizione calciata da Figo.
Con Maicon e Crespo subentrati a Grosso e Adriano, la punta argentina firmò il 2-3 con una deviazione aerea sul nuovo assist del portoghese: il punteggio venne equilibrato al 74', col decisivo tap-in di Vieira che corresse in rete una conclusione di Ibrahimović a ridosso della porta difesa da Doni. L'incontro proseguì con i supplementari, durante i quali, al 94', un contrasto tra Chivu e lo stesso svedese originò un calcio di punizione: della battuta si incaricò il centrocampista lusitano, realizzando il definito 4-3 con una parabola insaccatasi alla destra del portiere. I capitolini terminarono il match in condizione d'inferiorità numerica, per l'espulsione (al 100') del romeno dopo un fallo da questi commesso e l'applauso rivolto al direttore di gara Saccani.
Per l'Inter si trattò del terzo successo in Supercoppa italiana, dopo le vittorie datate 1989 e 2005.

## Tabellino
| Arbitro: | Saccani (Mantova) |

|                                     |           |                               |
| Vieira 44’, 74’ Crespo 65’ Figo 94’ | Marcatori | 13’ Mancini 25’, 34’ Aquilani |

| Inter | Roma |

| INTER:          |    |                    |     |      |
|                 |    |                    |     |      |
| P               | 1  | Francesco Toldo    |     |      |
| D               | 4  | Javier Zanetti (c) |     |      |
| D               | 23 | Marco Materazzi    |     |      |
| D               | 25 | Walter Samuel      |     |      |
| D               | 11 | Fabio Grosso       |     | 54’  |
| C               | 7  | Luís Figo          |     |      |
| C               | 14 | Patrick Vieira     | 30’ |      |
| C               | 19 | Esteban Cambiasso  | 14’ |      |
| C               | 5  | Dejan Stanković    |     | 106’ |
| A               | 10 | Adriano            |     | 61’  |
| A               | 8  | Zlatan Ibrahimović |     |      |
| A disposizione: |    |                    |     |      |
| P               | 12 | Júlio César        |     |      |
| D               | 13 | Maicon             | 80’ | 54’  |
| D               | 77 | Marco Andreolli    |     |      |
| C               | 15 | Olivier Dacourt    |     | 106’ |
| C               | 21 | Santiago Solari    |     |      |
| A               | 9  | Julio Cruz         |     |      |
| A               | 18 | Hernán Crespo      |     | 61’  |
| Allenatore:     |    |                    |     |      |
| Roberto Mancini |    |                    |     |      |

| ROMA:             |    |                     |      |     |
|                   |    |                     |      |     |
| P                 | 32 | Doni                |      |     |
| D                 | 2  | Christian Panucci   |      |     |
| D                 | 5  | Philippe Mexès      |      |     |
| D                 | 13 | Cristian Chivu      | 100’ |     |
| D                 | 25 | Leandro Cufré       |      |     |
| C                 | 16 | Daniele De Rossi    |      |     |
| C                 | 8  | Alberto Aquilani    |      | 81’ |
| C                 | 11 | Rodrigo Taddei      | 44’  | 66’ |
| C                 | 20 | Simone Perrotta     |      |     |
| C                 | 30 | Mancini             |      |     |
| A                 | 10 | Francesco Totti (c) |      | 72’ |
| A disposizione:   |    |                     |      |     |
| P                 | 1  | Gianluca Curci      |      |     |
| D                 | 21 | Matteo Ferrari      |      |     |
| D                 | 22 | Max Tonetto         |      | 81’ |
| D                 | 77 | Marco Cassetti      | 70’  | 66’ |
| C                 | 14 | Ricardo Faty        |      |     |
| A                 | 9  | Vincenzo Montella   |      |     |
| A                 | 15 | Mido                | 119’ | 72’ |
| Allenatore:       |    |                     |      |     |
| Luciano Spalletti |    |                     |      |     |